# Hniezdne
Hniezdne, do roku 1948 Gňazdá (maďarsky Gnézda, německy Kniesen) je obec na Slovensku v okrese Stará Ľubovňa. V obci je památková zóna. První písemná zmínka o obci pochází z roku 1286. V letech 1412 až 1772 byla obec součást tzv. Spišské zástavy. Žije zde přibližně 1 400 obyvatel. 
Obec leží v údolí Popradu, v Ľubovňanské kotlině. Jižně od obce se nachází Údolí mládeže; je zde minerální pramen; bývaly zde lázně.